# کارلزبورگ (واشینگتن)
کارلزبورگ (به انگلیسی: Carlsborg) یک منطقهٔ مسکونی در ایالات متحده آمریکا است که در شهرستان کلالام، واشینگتن واقع شده‌است. کارلزبورگ ۲٫۷ کیلومتر مربع مساحت و ۹۹۵ نفر جمعیت دارد و ۵۵ متر بالاتر از سطح دریا واقع شده‌است.